# Арон Айзенберґ
Арон Айзенберґ (англ. Aron Eisenberg) (6 січня 1969 у Лос-Анджелесі, Каліфорнія — 21 вересня 2019) — американський актор та продюсер.

## Життя
Арон Айзенберг у молодості страждав на розлад росту і йому довелося пересадити нирку у віці 14 років. Потім він жив без подальших значних вад. Однак у 2015 році він переніс другу трансплантацію нирки.
Через його невеликий зріст (1,52) йому переважно пропонували акторські ролі дітей та підлітків. У телевізійному серіалі «Зоряний шлях: Глибокий космос 9» Арон Айзенберґ зіграв Ференґі Ноґа.
Потім він неодноразово виконував ескіз «Час сім'ї Ференґі» на з'їздах «Зоряного шляху» зі своїми колегами по Deep Space Nine Максом Ґроденчиком, Чейзом Мастерсоном та Сесілі Адамс. Він також працював над книгою 2003 року «Гравці Ґілеана».

## Фільмографія (вибір)

### Фільми
- 1989: Беверлі-Гіллз Братс
- 1989: Шоу жахів
- 1989: Amityville Horror 4 (Amityville: The Evil Escapes)
- 1990: Ігрова кімната
- 1990: Вулиці терору (Streets)
- 1990: Молитва ролерів
- 1991: Майстер ляльок III — Помста Тулона (Puppet Master III: Toulon's Revenge)
- 1993: Зґвалтовані — молоді та винні (The Liar's Club)
- 1997: Допоможіть, моя дружина динозавр! (Pterodactyl Woman from Beverly Hills)
- 1998: Клоноване майбутнє (Brave New World, телефільм)
- 2018: What We Left Behind: Looking Back at Deep Space Nine (документальний фільм)

### ТВ-шоу
- 1991: Паркер Льюіс не може програти (Parker Lewis Can't Lose, серіал)
- 1993—1999: «Зоряний шлях: Глибокий космос 9» (47 серій)
- 1994: Що не так з Алексом Маком? (The Secret World of Alex Mack, дві серії)
- 1995: Зоряний шлях: Вояджер (Star Trek: Voyager, епізод)
- 2015, 2017: Зоряний шлях: Відступники (вебсерія)